# Kateřina Havlíková
Kateřina Havlíková (* 20. června 1992 Benešov) je česká urbexerka, novinářka a reportérka, od února 2023 zahraniční zpravodajka Českého rozhlasu v Polsku.

## Život
Vystudovala bakalářský obor žurnalistika na Fakultě sociálních studií Masarykovy univerzity (promovala v roce 2015 a získala titul Bc.) a následně navazující magisterský obor politologie a africká studia na Filozofické fakultě Univerzity Hradec Králové (promovala v roce 2018 a získala titul Mgr.). Během studia absolvovala semestrální pobyt na univerzitě v africké Ghaně.
V roce 2014 začínala v elévském programu Českého rozhlasu. Od roku 2018 pracuje v zahraniční redakci zpravodajství, kde byla specialistkou na dění v Africe a patřila k zakladatelům pořadu „Za obzorem“. Kromě zahraničního zpravodajství pět let autorsky spolupracovala na pořadu „Historie Plus“, který vysílá Český rozhlas Plus. Od února 2023 se stala zahraniční zpravodajkou Českého rozhlasu v Polsku, ve funkci vystřídala Martina Dorazína.